# Espezel
Espezel ist eine französische Gemeinde mit 233 Einwohnern (Stand 1. Januar 2022) im Département Aude in der Region Okzitanien (vor 2016 Languedoc-Roussillon). Sie gehört zum Kanton La Haute-Vallée de l’Aude und zum Arrondissement Limoux.
Nachbargemeinden sind Puivert im Norden, Belvis im Nordosten, Belfort-sur-Rebenty im Osten, Galinagues im Südosten, Mazuby im Süden, Niort-de-Sault im Südwesten, Roquefeuil im Westen und Rivel im Nordwesten.

## Bevölkerungsentwicklung
| Jahr      | 1962 | 1968 | 1975 | 1982 | 1990 | 1999 | 2009 | 2019 |
| --------- | ---- | ---- | ---- | ---- | ---- | ---- | ---- | ---- |
| Einwohner | 407  | 334  | 279  | 228  | 201  | 208  | 212  | 227  |